# Alto Tormes

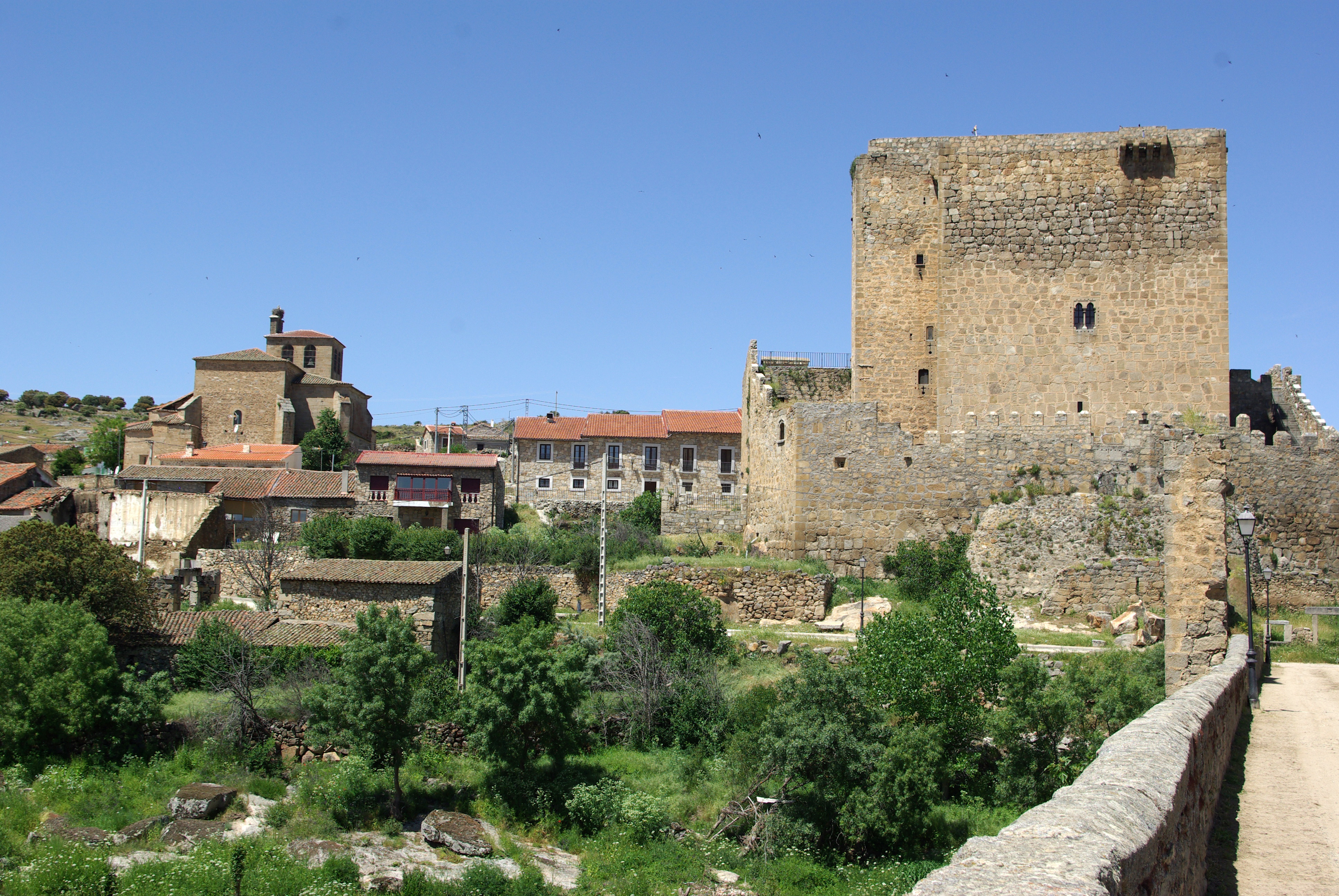
O castelo de Puente del Congosto.

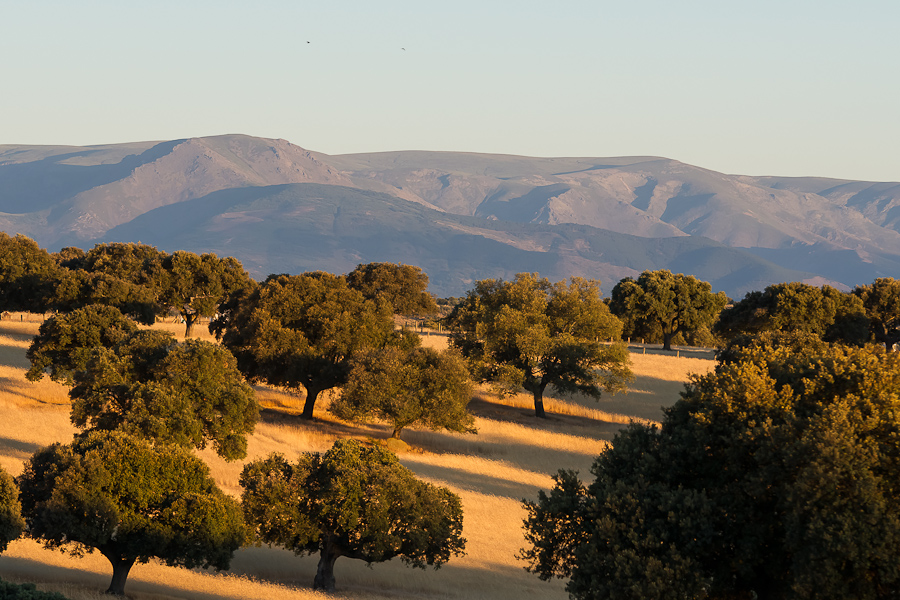
A paisagem característica.

O Alto Tormes é uma subcomarca das províncias de Ávila e Salamanca, na comunidade autónoma de Castela e Leão, Espanha. Os seus limites não se correspondem com uma divisão administrativa, mas com uma demarcação histórico-tradicional e geográfica..

## Geografia

### Demarcação salmantina
Compreende 7 concelhos: Cespedosa de Tormes, Gallegos de Solmirón, Navamorales, Puente del Congosto, El Tejado, Guijo de Ávila e La Tala.